# 娘子关
37°57′57″N 113°52′44″E / 37.9657°N 113.8788°E

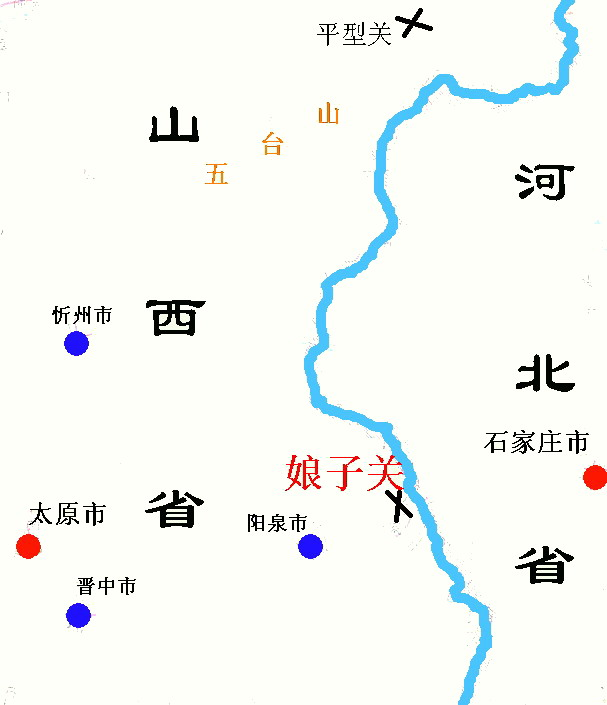
娘子关的位置

娘子关为中国万里长城的一個关隘，位于太行山脉西侧河北省石家庄市井陉县西口，山西省阳泉市平定县东北的绵山山麓。娘子关原名“苇泽关”，因唐平阳公主曾率兵驻守于此，平阳公主的部队当时人称“娘子军”，故得今名。

## 历史沿革
娘子关为战国时期中山国所建长城的关口之一，唐朝设立承天军戍守处，唐大历年间（767年—779年）修建“承天军城”。宋代建“承天寨”。娘子关之名最早见于金朝的元好问的《游承天悬泉》诗句中“娘子关头更奇崛”之句。明代为“承天镇”。由于明朝时期因边患频仍，嘉靖二十一年（1542年）重修城堡，专设守备把守，今为当时原貌。清代增建“固关营”，分设把总驻守。因关城处于万里长城内边的“内三关长城”南端，有“万里长城第九关”之称。

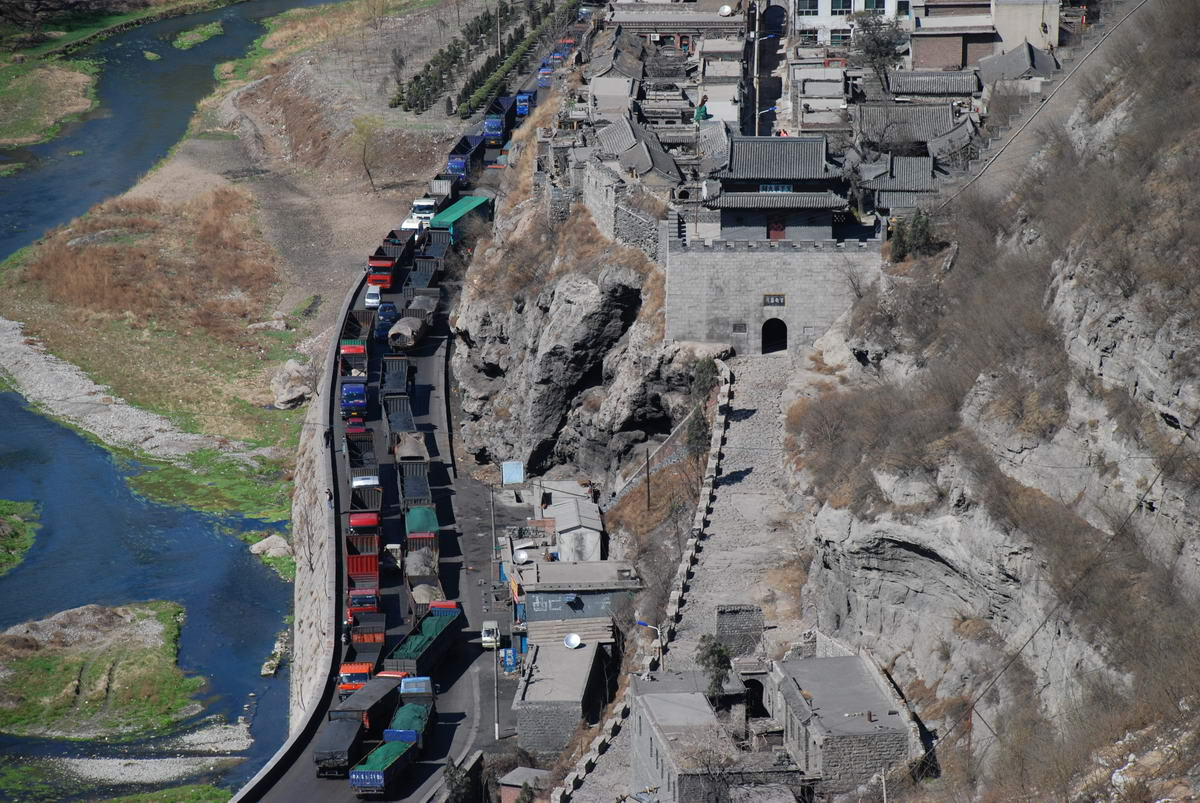

## 军事意义
娘子关同井陉关隔山相对，同为军事重地，扼太行山井陉口，为山西和河北之间为数不多的通道之一，不论是要保障山西，还是要保障河北的安全，娘子关都起着重要作用。现今石太铁路和山西省道S315均从此关口经过，为交通要道。

### 经历战役
- 唐长庆元年（821年），成德节度使王庭凑叛唐，宰相裴度亲自督师出娘子关讨伐。光化二年（899年），朱温部将葛从周从井陉关攻河东，攻破承天军。
- 五代后晋末年，河东节度使刘知远在晋阳称帝，不久，契丹兵灭后晋从开封北归，到恒州后袭击承天军，烧了承天军市邑，后来刘知远把它收复。
- 明代，北方蒙古骑兵屡次侵入山西向东叩明京畿大门。明末崇祯十七年（1644年），李自成军的一部分，自西安入山西后，经太原攻占了此关，然后出井陉关与主力会合。

- 抗日战争时期，娘子关曾再度发挥防守的作用。1937年10月，日军急于从平型关侵入山西占领太原，受到八路军阻击而失败。后来日军便沿正太铁路线西犯，把娘子关作为一时的争夺目标。当时中国军队以包括八路军一部在内的数万兵力在娘子关设防，阻敌西进，但是最终不敌日军，娘子关迅速被日军占领。不久日军从北、东两路进入山西，太原失陷。
- 1940年8月，八路军进行的百团大战中，娘子关也曾成为战场。当时，晋察冀军区派10个团兵力击破日軍占领的正太线，破坏重点为娘子关至平定路段。8月20日夜，八路军主力一度攻入娘子关。

## 建筑结构
关城分上关、下关，东为上关，镌有“娘子关”横额；西为下关，上有阁楼，题“唐平阳公主驻兵处”，门额书“秦晋屏蔽”。明嘉靖时重修。关城东门为一般砖券城门，额题“直隶娘子关”，上有平台城垛；南门为石灰岩砌券，额题”京畿藩屏”，上建“宿将楼”。石柱镌刻有两副著名楹联：“雄关百二谁为最，要路三千此并名”；“楼头古戍楼边寨，城外青山城下河”。关城东南侧，关门前仅有一条四十五度的石坡古道可通过。

## 主要景观
娘子关有多处飞泉，西北侧的“悬泉”最为出名，又称为娘子关瀑布、水帘洞瀑布。瀑布宽6.5米，落差40米。明代王世贞有诗赞：“喷玉高从西极下，擘崖雄自巨灵来。”郭沫若于1965年游娘子关时有诗《过娘子关》道：“娘子关头悬瀑布，飞腾入谷化潜龙。茫茫大野银锄阵，叠叠崇山铁轨通。回顾陡惊溶碧玉，倒流将见吸长虹。坡地二十六万亩，跨过长江待望中。”娘子关城前后还留有多处与平阳公主相关的历史遗迹，如公主洗脸潭、“点将台”和绵山顶上的“避暑亭”等。

## 参看
- 阳泉
- 娘子关站
- 明长城
- 娘子关大捷

## 相关连接
- 娘子关风景区
- 娘子关